# Se los chupó la bruja
Se los chupó la bruja es una película de comedia y terror mexicana de 1958, dirigida por Jaime Salvador y protagonizada por Viruta y Capulina, junto a Sonia Furió. Esta película comenzó y finalizó en 1957, y se estrenó en el cine Palacio Chino el 26 de febrero de 1958.

## Argumento
Viruta y Capulina son un par de inventores que logran crear una clase de combustible para los automóviles con base en agua. Esta labor les absorbe todo su tiempo y dinero, lo cual los ha llevado a no pagar catorce meses de renta, por lo cual el acreedor del departamento en el que viven les exige el dinero. Este último, al notar que Viruta y Capulina no tienen ni un peso, les ofrece un trato que involucra a su sobrina Gloria (Sonia Furió), una hermosa bailarina quien trabaja todas las noches en un conocido cabaret.
Viruta y Capulina pretenden aceptar el trato para ganar algo de tiempo, y ponen sobre aviso a Gloria de las intenciones del viejo arrendador. Sin embargo, él se entera de que todo es una trampa y que la bailarina no saldrá con él bajo ninguna circunstancia, por lo cual decide comenzar a demoler el lugar en el que los inventores se alojan. Al despertar, ven que hay un hoyo en la pared y abandonan el lugar.
Intentando ganarse la vida, Viruta y Capulina comienzan a interpretar canciones en una plaza pública, donde recogen las limosnas que les otorga la gente. No obstante, un policía los lleva ante el comisario debido a que no poseen un permiso para realizar dicho oficio en la vía pública. Al llegar frente al jefe de la policía, Viruta y Capulina le explican que en realidad solo son un par de inventores sin lugar a donde ir, por lo cual el primero decide dejarlos ir no sin antes quedarse con la sensación de que ellos están involucrados en algo más.
Posteriormente, el comisionado vuelve a buscar a Viruta y Capulina para avisarles que deben presentarse ante un notario que los ha estado buscando para darles una noticia. Al llegar ante el servidor público, la pareja de inventores se enteran de que un tío ha dejado una herencia para ellos y otro sobrino llamado Reynaldo, la cual consiste en una enorme mansión que tiene enterrada un tesoro, además de todos los bienes dentro de ella junto con los servicios del mayordomo y la ama de llaves. La única condición para reclamar la herencia, es que deben pasar una noche dentro de la casa.
Viruta, Capulina y Reynaldo se dirigen a la mansión para pasar la noche, y al llegar se comienzan a percatar de que el lugar es en verdad tétrico, comenzando por el aspecto de los dos integrantes de la servidumbre. Los inventores deciden que deben avisar a Gloria sobre su nuevo hogar, tarea para la que se ofrece Reynaldo debido a que él es un admirador secreto de la bailarina, incluso le ha mandado flores todas las noches durante un tiempo.
Es así que los cuatro tendrán que pasar una noche dentro de una casa que al parecer esta embrujada, llena de fantasmas y calaveras que lo pondrán en serios aprietos y les sacarán algunos sustos. Sin embargo, al final se darán cuenta que todo ha sido un plan orquestado para el mayordomo y a la ama de llaves para poder tener el camino libre para buscar el tesoro escondido.

## Reparto
- Marco Antonio Campos como Viruta.
- Gaspar Henaine como Capulina.
- Sonia Furió como Gloria.
- Octavio Arias	como Reynaldo.
- Yerye Beirute como Mayordomo.
- José «El Ojón» Jasso como Comisario.
- Armando Arriola como Don Caritino.
- Lupe Carriles como Ama de llaves.
- Mario García "Harapos" como Ayudante del comisario.
- Armando Espinosa "Periquín" como Gendarme.
- Felipe de Flores como Mesero de El Cisne Negro.
- Elia Méndez como Sirvienta de Gloria.
- Los Tres Caballeros como Cantantes de El Cisne Negro.
- Alberto Catalá como Licenciado Bermejo.